# Eckart Schuster

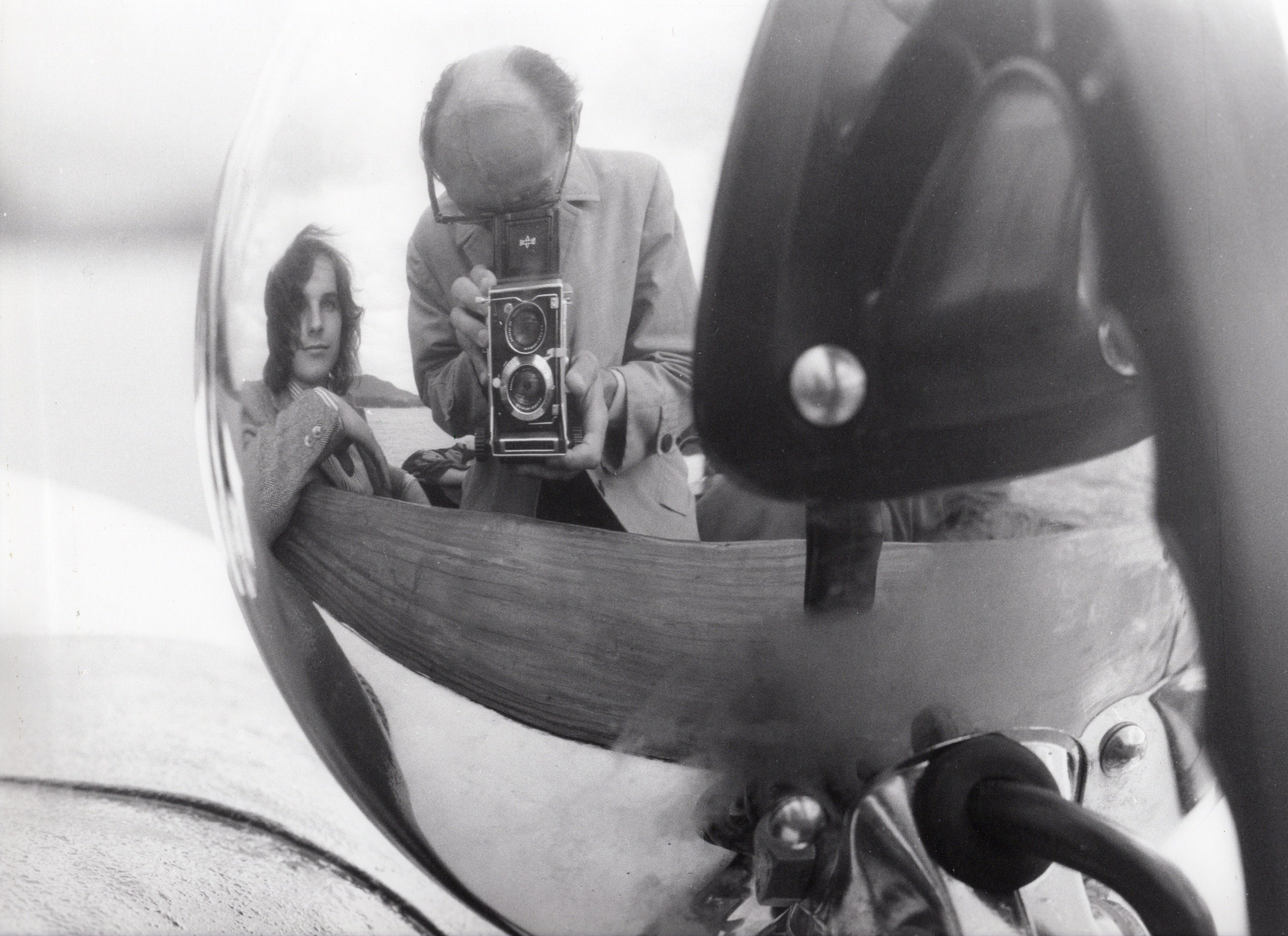
Eckart Schuster bei Herstellung des Fotos mit Sohn Michael im Bootsscheinwerfer, 1973

Eckart Schuster (* 8. November 1919 in Elmen/Tirol; † 15. September 2006 in Graz) war ein österreichischer Fotograf und Künstler. Seine Fotografiken der 1950er und 1960er Jahre weisen ihn als Pionier der konkreten und generativen Fotografie in Österreich aus.

## Leben

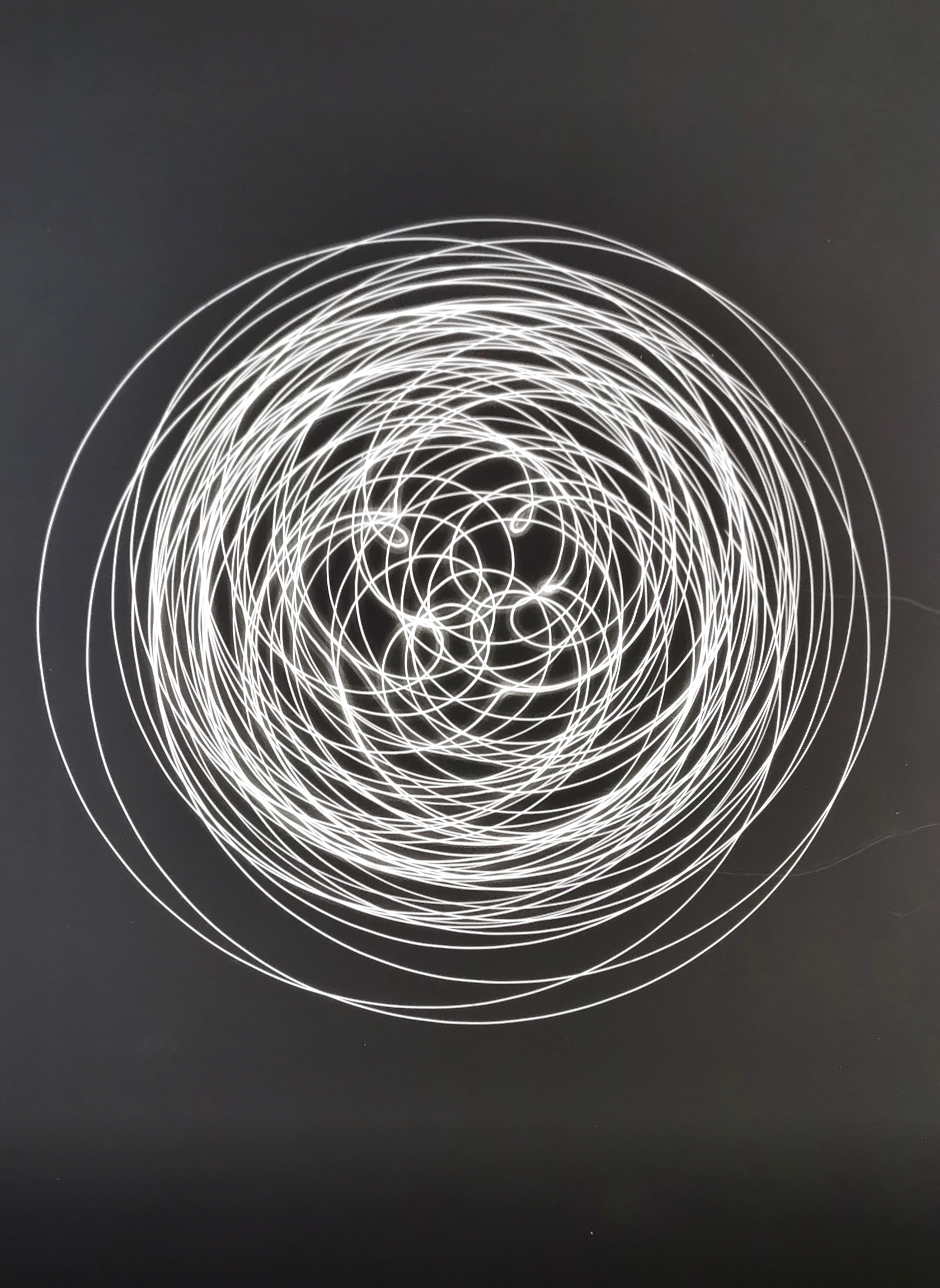
Eckart Schuster, Langzeitbelichtung Lichtpendel, Luminogramm 1960er Jahre (Generative Fotografie)

Eckart Schuster wurde als der erste von fünf Geschwistern in Elmen in Tirol / Österreich geboren. Sein Vater Georg Schuster war Lehrer, seine Mutter Isabella Schuster (geb. Lechleitner) stammte aus einer Bauernfamilie. Eckart Schusters Interesse am Technischen, am Experimentieren und Improvisieren sowie seine Leidenschaft für die Fotografie wurde vom Großvater väterlicherseits, der auch selbst fotografierte, geweckt. Der Großvater war von Beruf Schlosser. Sein Großvater mütterlicherseits führte ihn bereits in seiner Kindheit in die Kunst der Holzschnitzerei und Tischlerei ein, die Eckart Schuster als Teil seiner kreativen Arbeit sein ganzes Leben begleiteten. Da er seine Kindheit und Jugend oftmals am Bauernhof der Familie seiner Mutter verbrachte, ist er in enger Verbindung zur Natur aufgewachsen. Die enge Beziehung zur Natur prägte Schusters fotografische Arbeiten nachhaltig.
Seinen Wunsch nach einer eigenen Kamera konnte er erstmals mithilfe der finanziellen Unterstützung seiner Geschwister – ein Jahr vor seiner Matura 1938 an der Bundesoberrealschule in Innsbruck – realisieren. Seine erste Kamera war eine Welta-Weltax-Klappkamera mit dem Doppelformat 4,5 × 6 cm und 6 × 6 cm von der Firma Foto Porst in Nürnberg. Schuster begann 1939 in München Elektrotechnik zu studieren. Allerdings wurde er 1940 zur Wehrmacht eingezogen. Seine ersten Fotografien stammen aus der Zeit knapp vor dem Krieg und aus den Kriegsjahren – nur ein Teil davon ist erhalten.
Der Kriegsdienst führte Schuster quer durch Europa bis nach Russland und letztendlich in ein englisches Kriegsgefangenenlager in Ägypten. Schließlich kam er 1948 nach Graz, um Architektur zu studieren. Hier lernte er seine Frau Elisabeth, geb. Fuhrmann (* 8. November 1929; † 2. November 2018) kennen, die gerade ihr Lehrerinnenabitur absolvierte. Im August 1951 fand die Hochzeit statt. Da Elisabeth in Wettmannstätten in der Südweststeiermark als Lehrerin arbeitete, lebte das Ehepaar ebenfalls dort. Sie hatten drei Kinder: Evelyn (* 1952), Michael (* 1956) und Angelika (* 1959). Der Sohn Michael Schuster ist ein mit der Fotografie sowie anderen Medien und Techniken konzeptionell und experimentell arbeitender sowie international positionierter Künstler. Mit seinem Vater stand Michael bereits im Alter von 5 Jahren in der Dunkelkammer und erlernte von ihm auch schon als Kind den professionellen Umgang mit der Kamera. Eckart Schusters Enkel, der Sohn seiner jüngsten Tochter Angelika, David Auner, ist ebenfalls im Bereich der Kunst tätig. Von seinem Großvater erlernte er von früher Kindheit an die „Kunst des Sehens“, wie er es formulierte.

## Beruflicher Werdegang

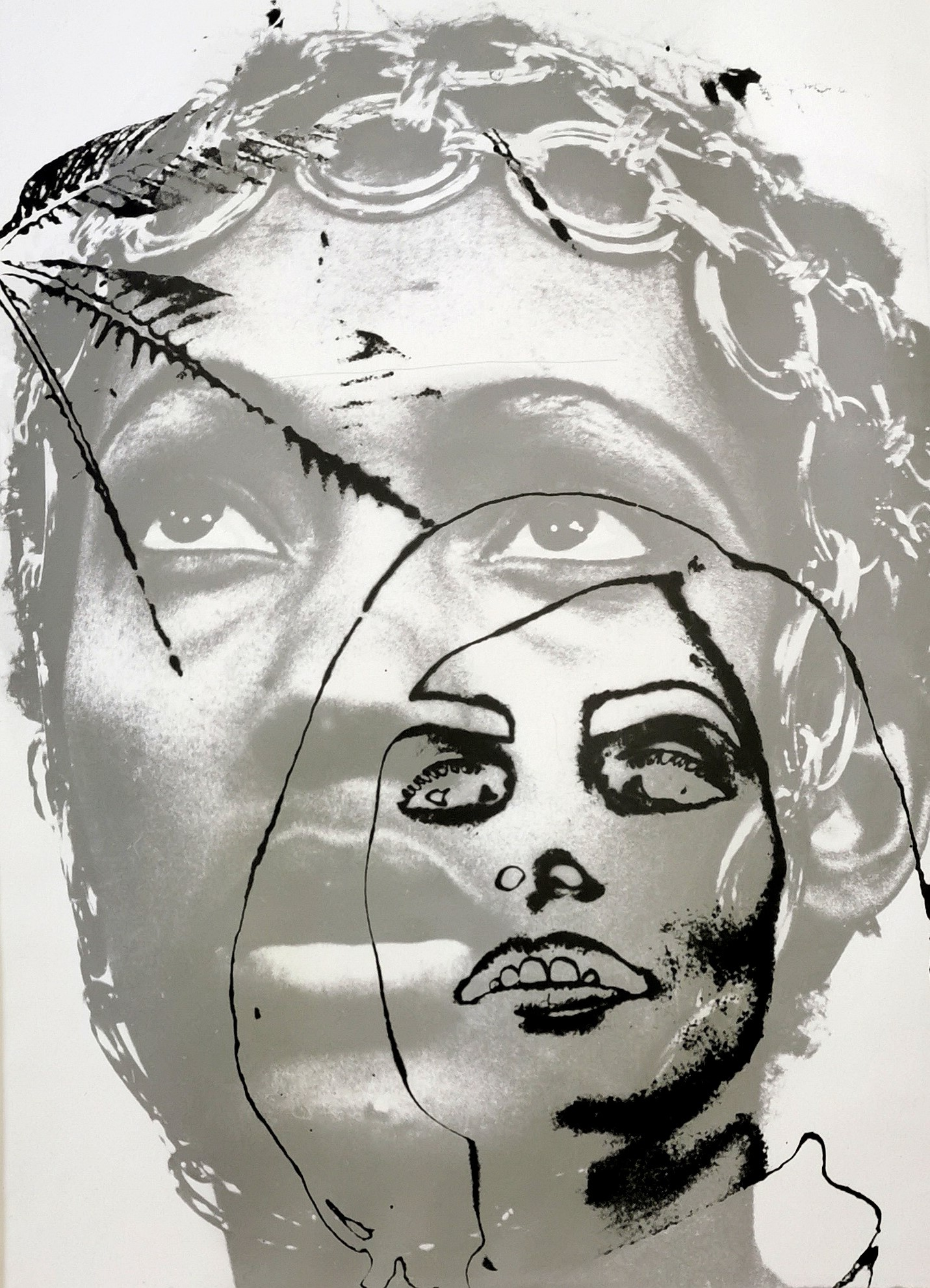

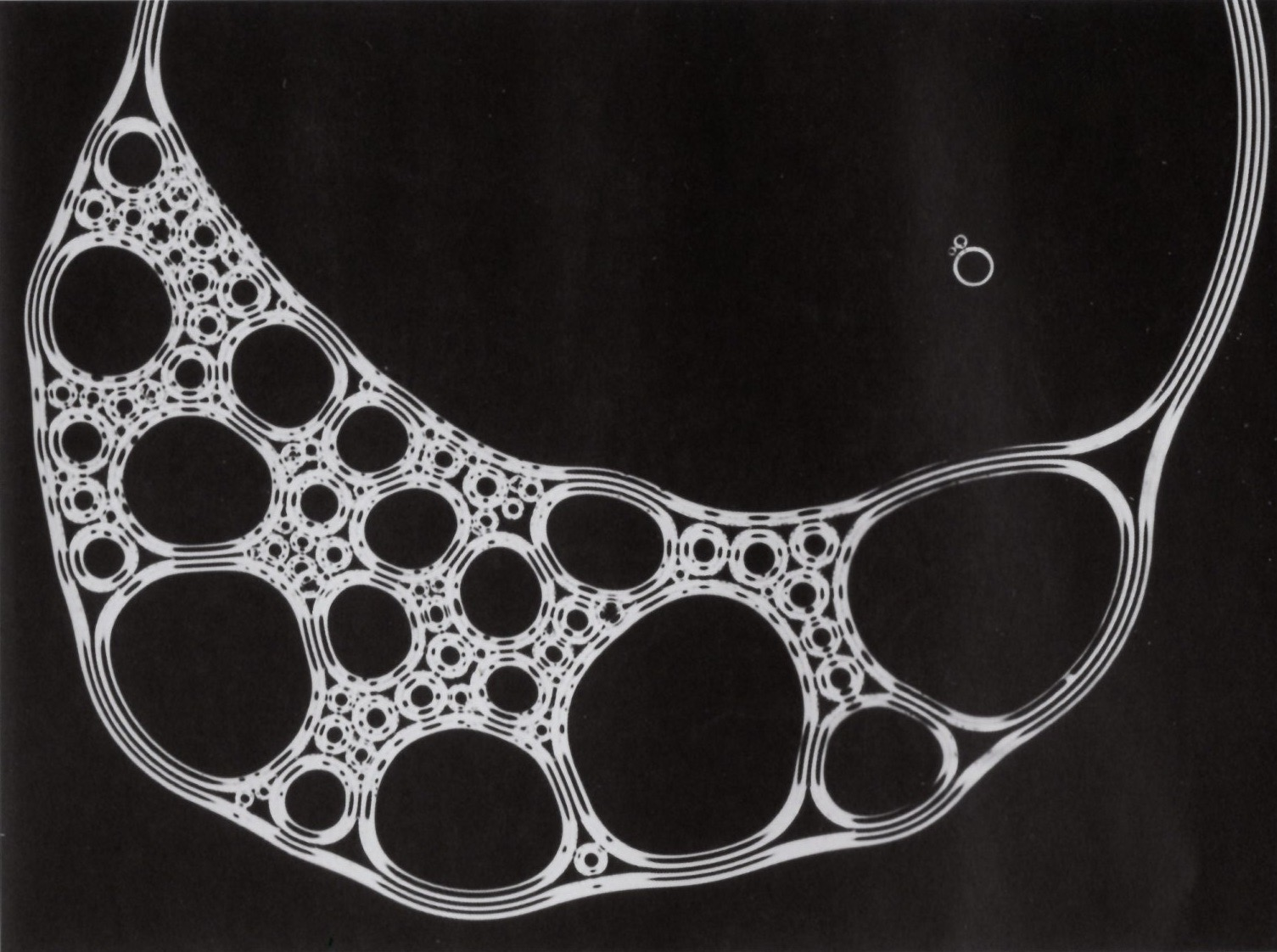
Eckart Schuster, Fotogramm mit Seifenwasser zwischen Glasplatten, 1957

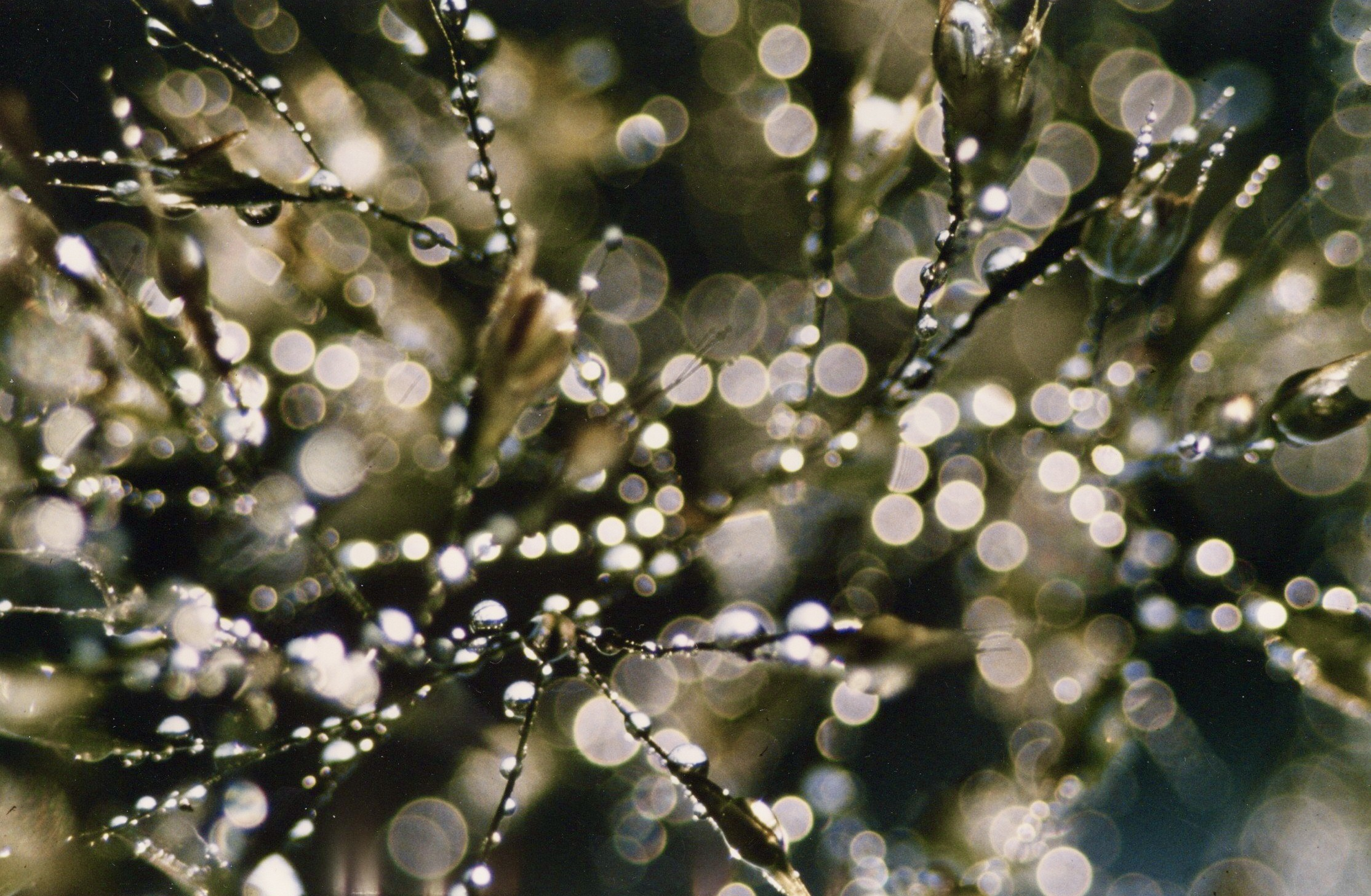
Eckart Schuster, Zweig mit Tautropfen Makrofotografie, 1980er jahre (Konkrete Fotografie)

1954 legte Schuster trotz seiner vielseitigen Tätigkeit als Fotograf die Erste Staatsprüfung an der Architektur in Graz ab; er brach sein Studium aber bald danach ab. Um zum Familienerhalt beizutragen, der durch seine Frau Elisabeth (Lehrerin und später Direktorin an einer Volksschule) unterstützt wurde, arbeitete er zunächst als Fotograf für den Katalogbereich bei der Firma Moden Müller, als freier Mitarbeiter in einem Grazer Fotolabor und übernahm Aufträge für Werbefotos. 1956 erhielt Schuster Goldmedaillen bei der VII. Internationalen Fotoausstellung in Wien, der VIII. Internationalen Fotoausstellung in Hamburg und bei der Österreichischen Vereinsmeisterschaft in Wien. 1956 wurde er vom Fachvorstand der Kunstgewerbeschule Peter Richard Oberhuber (1906–1985) eingeladen, Fotografie im Fachbereich Gebrauchsgrafik zu unterrichten. Nach einem Jahr musste er diese Tätigkeit abbrechen, da ihm die Meisterprüfung in Fotografie fehlte. Von 1957 bis 1962 arbeitete Schuster aufgrund des Angebots von André Diehl (1900–1987), Intendant der Vereinigten Bühnen Graz, als Theaterfotograf für Oper und Schauspielhaus. „Aus dieser Zeit stammen eine Vielzahl interessanter Arbeiten, die Schuster als einen Meister sowohl der spontanen als auch der tiefgehenden Fotoarbeit ausweisen. Es sind technisch wie formal erstklassige Fotos, unter denen besonders die Aufnahmen der Balletttänzer durch ihre bestechende Art der Wiedergabe der Bewegungsphasen der Tänzer auffallen“, schrieb die Fotografiehistorikerin und Kuratorin Barbara Schaukal in der Kunstzeitschrift Sterz 85/2000.
Ab 1955 knüpfte Schuster enge Kontakte zur Fotogruppe TVN (1949 gegründet) und ihrem Mentor Erich Kees sowie zur „Jungen Gruppe“, die 1953 von Günter Waldorf gegründet wurde und der er als einziger Fotograf angehörte. Nach Kees waren Eckart Schuster und Felix Weber die ersten, die neue Bildauffassungen in Österreich realisierten. Kees schrieb in der Kunstzeitschrift Sterz 85/2000 über Eckart Schuster: „Während wir anderen in der Gruppe (Anm. TVN Fotogruppe) uns noch um ein Profil bemühten, hattest Du schon eines. Deine Arbeiten überzeugten. Sie waren stets aufrichtig, ehrlich, Manifeste Deines Sehens und Erlebens, verbunden mit dem feinen intuitiven Gefühl für eine bildwirksame Visualisierung. Dem Aufdringlichen, Effektvollen, Gewaltsamen bist Du stets aus dem Weg gegangen. Vielmehr stand das Behutsame, Feinnervige im Vordergrund Deines Schaffens“.
Bald folgten Beteiligungen an Ausstellungen und Fotowettbewerben. 1960 leitete Schuster gemeinsam mit Herbert Rosenberg das Referat für Film und Fotografie des Forums Stadtpark, an dessen Gründung er mitbeteiligt war. Er war dort nicht nur als Referatsleiter und Fotokünstler vertreten, sondern übernahm auch die Dokumentation aller wichtigen Ereignisse. So dokumentierte Schuster das Forum Stadtpark mittels eine Plakataktion von 1959-1960 sowie die dort stattfindenden Jazzkonzerte, die dort neben der avantgardistischen Literatur eine wichtige Rolle spielten. Der Künstler und Medientheoretiker Richard Kriesche schrieb über Schuster: „gezeichnet von den außergewöhnlichen erlebnissen als soldat sucht und findet er seine neue zugehörigkeit in der seinerzeitigen avantgarde um das ‚forum stadtpark‘. eckart schuster war der mann der ersten stunde, der günter waldorf – den legendären gründer – auf ein leerstehendes cafe im grazer stadtpark als ausstellungsraum für kunst aufmerksam machte“. Und Kriesche fügte hinzu: „aber was zählt es heute noch, wenn es kollektiv vergessen wurde“. Weiters beschrieb er die Bedeutung Eckart Schusters folgendermaßen: „mit seinem wirken als künstlerfotograf rund um das forum stadtpark und seiner lehrtätigkeit an der höheren technischen bundeslehranstalt in Graz bereitete eckart schuster den boden für eine veritable steirische fotoszene auf.“
1963 übernahm Schuster eine Stelle als Lehrer an der Höheren Technischen Lehranstalt (davor Ortweinschule) in Graz und arbeitete dort, nachdem er 1964 die Meisterprüfung ablegte, bis zu seiner Pensionierung im Jahr 1984. Außerdem arbeitete er weiterhin als freier Fotograf u. a. in der Werbung (z. B. für Humanic mit Horst Gerhard Haberl) sowie für die Kleine Zeitung und für Ausstellungskataloge der Neuen Galerie Graz.

## Werk und Techniken
„Fotografie gleicht einer Sprache, die überall auf der Welt verstanden wird“ stellte Schuster 1989 fest. Sein Werk ist durch einen sehr persönlichen Zugang zum Medium Fotografie und zur Fototechnik gekennzeichnet. Dementsprechend stellte Schuster fest: „Selten kann also ein Foto wirklich objektiv sein. Es ist subjektiv, da es die Persönlichkeit, die Fantasie des Menschen ausdrückt.“ Seine Liebe zur Fotografie brachte Schuster durch die Rede von seiner „geliebten Rolleiflex“ zum Ausdruck. Spontanität, Freude und Neugier kennzeichneten die sechs Jahrzehnte seines Schaffens. „Was die Aufnahmen verbindet, ist ein Blick, den man als ebenso entschieden wie behutsam bezeichnen möchte: aufmerksam und offen, zugleich ruhig und zurückhaltend, gegenüber Überraschungen gleichermaßen aufgeschlossen wie dem Detail zugetan“, schrieb Timm Starl, Kulturwissenschaftler, Ausstellungskurator und Fotopublizist in der Frankfurter Allgemeinen Zeitung im Jahr 2000. Peter Weibel betonte in seinem Beitrag „Die Geschichte der Künstlerfotografie“ 1984, dass „die (Selbst-)Porträts von Eckhart Schuster Ende der 50er Jahre, … schon etwas Stilisiertes, Kalkuliertes, Inszenierendes von der aktuellen Moderne haben“. Außerdem wandte Schuster „verschiedenste Techniken wie Fotogramm, Doppel- und Mehrfachbelichtung, Solarisation, extreme Hell-Dunkeleffekte, grobe Bildrasterung, Verzerrung etc. an, um seine Bilder zu abstrahieren und zu interessanten Bildlösungen zu gelangen“, wie die Kunsthistorikerin Jasmin Haselsteiner-Scharner, Projektleiterin von Kunst im öffentlichen Raum Steiermark, seinen experimentellen Zugang zur Fotografie beschrieb.
Eckart Schusters Versuche auf dem Gebiet der Fotografik in den 1950er und 1960er Jahren rückten ihn in den Bereich der Abstraktion, schrieb Haselsteiner-Scharner in ihrer kunsthistorischen Arbeit „Zur steirischen Fotografie“ (2002). Schuster selbst stellte fest: „Wenn auch ein Bild mit mechanisch-chemischen Mitteln entsteht, kann es doch ein Ausdruck des Schöpferischen im Menschen sein. Selten kann also ein Foto wirklich objektiv sein. Es ist subjektiv, da es die Persönlichkeit, die Fantasie des Menschen ausdrückt“. Seine experimentellen Fotografiken beschrieb der Kunstkritiker Karl Hans Haysen 1957 folgendermaßen: „Was hier aus Licht und Form durch oft nur aus purem Zufall im gegebenen Moment geschossen, oft aber auch mit der Behutsamkeit eines Präparators erst zu Hause eingefangen wurde, demonstriert diesen im Fluß befindlichen Entwicklungsprozeß einer neuen Erlebnissphäre, wie sie nur dem Kameraauge gelingt“. Eckart Schuster gilt als „einer der herausragenden österreichischen Fotografen der Zweiten Republik“ wie einem Text zur Ausstellung „Eckart Schuster (1919–2006). Fotografie zwischen Experiment und Dokuments“, die 2008 in der Neuen Galerie Graz stattfand und von ihrem Leiter Peter Peer kuratiert wurde, nachzulesen ist. Schuster hinterließ, stellte Peer zusammenfassend fest, „ein reichhaltiges Oeuvre, das neben seiner künstlerischen Eloquenz auch durch die konsequente Auslotung technischer Möglichkeiten, wie Doppel- und Mehrfachbelichtung, Fotogramm und Solarisation, Effekte der Bildrasterung, extremes Hell-Dunkel etc. besticht. Seine Sujets reichen von klassischen Disziplinen wie Portrait, Figurenbild, Stillleben und Landschaft bis hin zu Aufnahmen von Mikrostrukturen. An diesen Werken wird auch seine Intention sichtbar, die das fotografische Bild zwar aus der Naturvorlage heraus entwickelt, jedoch letztlich als vollkommen eigenständige Schöpfung anerkennt“.
Schusters Wahrnehmung, die Wahl des Objekts und Bildausschnitts erfolgten meist intuitiv und kreativ. Auch die Ausarbeitung des Negativs waren durch Experimentieren und Improvisieren gekennzeichnet. „Reichen seine Versuche im Negativbereich von der rein mechanischen Bearbeitung des belichteten Filmes über Aufnahmen mit der einfachen ‚Lochkamera‘ bis zur Ausschöpfung der optischen Möglichkeiten der Kamera … oder zur Verwendung spezieller Filme (so entstanden u. a. seine ‚Solarisationen‘ auf dem eine beschränkte Zeit von der AGFA herausgebrachten AGFA-Konur-Film oder seine Arbeiten mit dem UV-Licht-Film), so nützt er gleichermaßen bei der Aufnahme die optischen Gesetzmäßigkeiten aus“, beschrieb die Kunsthistorikerin Armgard Schiffer-Ekhart einige Experimente Schusters.
Die Themen von Schusters Arbeiten sind breit gefächert. Er erlangte insbesondere Bekanntheit durch seine Selbstportrait-Serien. Erich Kees vertrat in einem Gespräch mit Jasmin Haselsteiner-Scharner im Jahr 2000 die Meinung, dass Schuster durch seine intensive Beschäftigung mit Selbstportrait-Serien auf diesem Gebiet der einzige Fotograf in der damaligen Zeit in Österreich sei. Sein großes Interesse galt außerdem auch der Welt der Pflanzen und Tiere. Er bewegte sich dabei oftmals das technisch Machbare auslotend, im extremen Nahbereich zu den Pflanzen und Tieren. Auch die Architektur hat Schusters fotografische Arbeiten geprägt: dazu gehörten Dokumentationen von historischen Gebäuden und Neubauten sowie Fotografien von alten Bauernhäusern in der Steiermark, Salzburg und Tirol. Er stellte Luftbildaufnahmen von Landschafts- und Siedlungsstrukturen, wobei oftmals die linke Türe des Flugzeugs abmontiert werden musste.
1971 mietete und renovierte Schuster ein altes Bauernhaus in der Umgebung von Birkfeld. Er nutzte es bis zu seinem Tod als Refugium für sich und seine Familie. Aus dieser Zeit stammten z. B. Arbeiten wie „Portrait eines Wildbachs“, den er vom Ursprung bis zur Mündung verfolge. Eine wichtige Rolle spielte auch das Ausloten abstrahierender Möglichkeiten der Darstellung von Natur, wie z. B. „Tautropfen-Bilder“ zeigen. Durch sein „handwerkliches Talent und seine Experimentierfreudigkeit“, stellte die Fotografiehistorikerin und Kuratorin Barbara Schaukal fest, hat Schuster es „zu einer wahren Meisterschaft gebracht“.
Eckart Schusters Nachlass wird vom Galeristen, Kunstsammler und Buchautor Günter Eisenhut in Graz verwaltet.

### Sammlungen
- Neue Galerie, Bildsammlung steirischer Fotografen der Stadt Graz, Nachlass Erich Kees / Elisabeth Kraus (Kulturvermittlung Steiermark)[30]
- Private Sammlungen.

### Einzelausstellungen (Auswahl)
- 1957 Eckart Schuster. Künstlerische Fotografie. Ausstellung der Neuen Galerie, Landesmuseum Joanneum, Ecksaal, Graz
- 1960 Günter Waldorf und Eckart Schuster. Forum Stadtpark, Graz
- 1963 Ausstellung zur Vergabe des Kunstförderpreis der Stadt Graz an Eckart Schuster, Opernhaus Graz
- 1966 Eckart Schuster. Fotografik. Grafikraum des Forum Stadtpark, Graz
- 1968 Eckart Schuster. Fotografiken. Klubkeller des Forum Stadtpark
- 1968 Leobner Impressionen. Rathaus-Passage Leoben
- 1968 196Fotografiken von Eckart Schuster, Stiegengalerie, Knabenhauptschule Graz-Eggenberg
- 1974 Eckart Schuster. Fotografik. Murgalerie Leoben
- 1975 Eckart Schuster. Landesmuseum Joanneum, Ecksaal, Graz
- 1985 Eckart Schuster, Island. Koralmhalle, Deutschlandsberg
- 1986 Eckart Schuster – Meine Welt der Fotografie. Tiland, Haus der Tiroler Landesversicherungsanstalt, Innsbruck
- 1987 Die Kunst des Fotografierens, Eröffnungsausstellung der Urania-Fotogalerie, Graz
- 1987 Eckart Schuster – Wenn Licht schreibt. Funkhausgalerie, ORF-Zentrum, Graz
- 1992 Eckart Schuster. Stationen. Landesmuseum Joanneum, Ecksaal, Graz
- 1992 Eckart Schuster. Hochformattagebuch. Weyer an der Enns
- 1995 Ikoflex vor Leningrad. Ganggalerie, Rathaus, Graz
- 1996 Krone-Stadt-Fest von Eckart Schuster. Ganggalerie, Rathaus, Graz
- 1997 Eckart Schuster – Auslese. Gewölbegalerie des Clubs der Amateurfotografen (CDA), Graz
- 2000 Eckart Schuster. Ein Leben mit der Fotografie. Landesmuseum Joanneum, Ecksaal, Graz
- 2003 Eckart Schuster. Fotogalerie Rathaus, Graz
- 2004 Eckart Schuster – Die 50er und 60er Jahre. Gewölbegalerie des Clubs der Amateurfotografen (CDA), Graz
- 2008 Eckart Schuster (1919–2006). Fotografie zwischen Experiment und Dokument. Hofgalerie der Neuen Galerie Graz, Kurator: Peter Peer
- 2023 Eckart Schuster und Rainer Possert: Subjektive und konkrete Fotografien, Foto-Galerie „Kiasma“, Graz Kurator: Günter Eisenhut[31]

### Ausstellungsbeteiligungen (Auswahl)
- 1956 Jahresausstellung der Sezession Graz, Künstlerhaus, Graz
- 1956 Photokina Köln
- 1957 „Junge Gruppe“, Künstlerhaus Graz
- 1957 Fotogruppe TVN der Naturfreunde Graz
- 1957 Landesmuseum Joanneum, Ecksaal Graz
- 1957 Werkbund-Ausstellung, Künstlerhaus Graz
- 1973 „20 Jahre Junge Gruppe“, Weiz
- 1989 „Fotografie in Bewegung – Die Anfänge einer steirischen Autorenfotografie nach 1945“, Kulturhaus, Graz
- 1991 Jahresausstellung der Sezession Graz, Künstlerhaus, Graz
- 1998 „Bildsammlung Steirischer Fotografien 1955-1980“ (Sammlung Erich Kees), Urania-Fotogalerie, Graz
- 2004 „remixx: fotografie 20. Jahrhundert“, galerie remixx, Graz
- 2006 „Konstruktiv“, galerie remixx, Graz
- 2007 „Rückblende. Die Fotosammlung der Neuen Galerie“, Neue Galerie am Landesmuseum Joanneum, Graz
- 2018–2021 „Kunst-Kontroversen. Steirische Positionen 1945–1967“, Neue Galerie Graz[32]

## Verwendete Literatur
- Aufischer, Max, Werner Fenz et al (Hg.) Erich Kees: In mir. In: Camera Austria, Graz, 2006, 1. Aufl., 128 S.
- Aufischer, Max (Hg): Sammlung Kees – Bildsammlung steirischer Fotografen 1950 - 1980: Fotosammlung der Stadt Graz, Verlag Kulturvermittlung Steiermark, Kunstpädagogisches Institut Graz, 2006.
- Breicha, Otto u. Erich Kees (Hg): Fotografie in Bewegung. Die Anfänge einer steirischen Autorenfotografie nach 1945. Published by Graz Kulturhaus, Graz, 1989.
- Club der Amateurfotografen Graz: ‚Klub der Amateurphotographen in Graz, 125 Jahre Clubgeschichte‘. Redaktion: Gerhard Moderitz, CDA, Graz 2015.
- Haselsteiner-Scharner, Jasmin: Zur Steirische Fotografie. Von den Anfängen bis in die sechziger Jahre, Forschungsberichte. Kunstgeschichte Steiermark 1/2002
- Haselsteiner-Scharner, Jasmin: Erich Kees als fotografischer Volksbildner. in: Erich Kees in mir. In: Diess. (Hg.): Camera Austria, Graz 2006, S. 106–116.
- Haselsteiner-Scharner, Jasmin: Erich Kees: In mir. In: Camera Austria, Graz, 2006, 1. Aufl., 128 S.
- Kriesche, Richard: eckart schuster. In: Peer, Peter / Christa Steinle: ECKART SCHUSTER (1919-2006) Fotografie zwischen Experiment und Dokument. Neue Galerie Graz, AutorInnen, Archiv Eckart Schuster, 2008. ISBN 3-902241-28-4.
- Lauffer, Gernot und Wolfram Orthacker: Eckart Schuster 1000 Bilder, in: Sterz 85/2000 (Fotoband) http://www.sterzschrift.at/archiv5.html (Abgerufen am 11. April 2023).
- Peer, Peter / Christa Steinle: ECKART SCHUSTER (1919-2006). Fotografie zwischen Experiment und Dokument. Neue Galerie Graz, AutorInnen, Archiv Eckart Schuster, 2008. ISBN 3-902241-28-4[33]
- Schaukal, Barbara: Eckart Schuster. Ein Leben mit der Fotografie. In: Peer, Peter / Christa Steinle: ECKART SCHUSTER (1919-2006) Fotografie zwischen Experiment und Dokument. Neue Galerie Graz, AutorInnen, Archiv Eckart Schuster, 2008, ISBN 3-902241-28-4.[34]
- Schiffer-Ekhart, Armgard: Eckhart Schuster – Ein Leben für die Fotografie. Landesmuseum Joanneum Jahresbericht 1997, Folge 27, Graz 1998.
- Weibel, Peter: Geschichte der Künstlerfotografie, in: Camera Austria 15/16, 1984.[35]